# شهرستان لویس (میزوری)
شهرستان لویس، میزوری (به انگلیسی: Lewis County, Missouri) یک سکونتگاه مسکونی در ایالات متحده آمریکا است که در میزوری واقع شده‌است.